# Forum InformatikerInnen für Frieden und gesellschaftliche Verantwortung
Das Forum InformatikerInnen für Frieden und gesellschaftliche Verantwortung e. V. (FIfF) ist ein am 2. Juni 1984 als Forum Informatiker für Frieden und gesellschaftliche Verantwortung aus der Friedensbewegung hervorgegangener, deutschlandweit aktiver, gemeinnütziger Verein für Personen, die sich in Wissenschaft oder Praxis mit Informationstechnik befassen (vor allem Informatikfachleute). Die Mitglieder beschäftigen sich dabei weniger mit den rein technischen Aspekten der Informationstechnik, sondern vor allem mit deren gesellschaftlichen Auswirkungen.
Der Verein sieht sich als kritischer Berufsverband für Informatikfachleute, stellt aber keine formalen Kriterien an die Qualifikation seiner Mitglieder. Der Verein mit Sitz in Bremen hat nach eigenen Angaben etwa tausend Mitglieder.

## Kernthemen
Zu den Kernthemen und Werten des FIfF zählen unter anderem:
- Stärkung des Datenschutzes und der Grundrechte im digitalen Zeitalter
- Kritik des Einsatzes von Informationstechnik zur Kontrolle und Überwachung
- die Auswirkung von Informationstechnik auf die Rüstung einschließlich der Problematik von Cyberkrieg[3]
- Kritik der primär ökonomischen Orientierung von Technik und Förderung einer humanen und ökologischen Ausrichtung, inklusive ökologischer und sozialverträglicher Wirtschaftskreisläufe mit Hilfe von Informationstechnik (z. B. Green IT)
- menschengerechte Gestaltung von Arbeitsprozessen
- Gleichberechtigte Teilhabe von Menschen mit Behinderungen an und durch Informationstechnik
- Menschen- und Gesellschaftsbilder von Technikern
- Geschlechter- und Genderfragen bei Computergestaltung und -nutzung sowie in der Tech-Community

## Aktivitäten und Projekte
Der Verein bringt sein Wissen sowie seine Positionen und Ansichten auf diverse Weisen in gesellschaftliche und wissenschaftliche Debatten ein; etwa durch Publikationen, Vorträge, Workshops, Konferenzen, Projekte, Demonstrationen, Kampagnen, Sachverständigenauskünfte, Beratungen oder durch Mitarbeit an gesetzgeberischen Konsultationsprozessen, Hintergrundgesprächen, Interviews, Diskussionsrunden oder in Expertisegremien anderer NGOs.
Zu den Publikationen etwa zählt die seit 1988 vierteljährlich erscheinende „FIfF-Kommunikation – Zeitschrift für Informatik und Gesellschaft“, die auch von diversen universitären und nicht-universitären Bibliotheken bezogen wird. Das FIfF ist auch (Mit-)Herausgeberin diverser Publikation, etwa des Grundrechte-Reports und der interdisziplinären Wissenschaftszeitschrift für Friedensforschung Wissenschaft und Frieden.
Vorträge sind eine weitere Kommunikationsform, dabei werden zusätzlich zu Beiträgen auf anderen Konferenzen auch eigene Konferenzen organisiert. Dazu zählt die seit Gründung jährlich stattfindende FIfF-Konferenz („FIfFKon“) oder die in Kooperation entstandene „Bits & Bäume – Konferenz für Nachhaltigkeit und Digitalisierung“.
Eine der größeren Kampagnen ist die Cyberpeace-Kampagne, in der es um die friedliche Nutzung des Internet und die dafür notwendigen politischen Rahmenbedingungen geht. Breite Bekanntheit erlangten auch die Projekte Faire Computer oder das „Tihange-Doel Radiation Monitoring Network“ (TDRM) zur Überwachung der atmosphärischen Radioaktivität dort. Darüber hinaus organisiert das FIfF in seinen Regionalgruppen regelmäßig Stammtische und Workshops wie etwa Cryptopartys, Digitalorientierungsrunden, themenbezogene Arbeitskreise oder in Berlin den „FIfF-Nahen Observierungs- und Rekontextualisierungs-Debattier-Stammtisch“ (FNORDS).
Die Demonstrationsaktivitäten erstrecken sich auf ein breites Themenspektrum und verschiedene Formate, von der Mitgestaltung der Anti-Drohnenkrieg-Demonstration „Stopp Air Base Ramstein“ bis hin zur „Festtafel der Freiheit“. Beispiele für Gemeinschaftskampagnen sind das Manifest der selbsterklärenden „Ausgeschnüffelt – Verfassung schützen, Geheimdienste abschaffen“-Kampagne oder die Zensus2021-Volkszählungskampagne, in der es um Kritik an der anstehenden Datenaufnahme der bundesdeutschen Gesamtbevölkerung geht.
Die Aktivitäten werden dabei allein oder mit Kooperationspartnern realisiert, etwa mit diversen Universitäten, dem Chaos Computer Club, Amnesty International, EDRi, der Initiative Abrüstung Wählen, dem Konzeptwerk Neue Ökonomie, Netzpolitik.org, dem BUND, der Open Knowledge Foundation Deutschland oder der c-base.
Der Verein ist Mitunterzeichner der gemeinsamen Erklärung des Arbeitskreises Vorratsdatenspeicherung gegen das „Projekt“ Vorratsdatenspeicherung und unterstützte die Freiheit statt Angst-Demonstrationen. Das FIfF ist zudem Mitglied der Kooperation für den Frieden.

### Weizenbaum-Studienpreis
Seit 2010 vergibt der Verein jährlich den FIfF-Studienpreis für herausragende Abschlussarbeiten aus dem Themenkontext Informatik und Gesellschaft. Seit 2018 ist der Preis als Weizenbaum-Studienpreis dem Wissenschaftler und Informatik-Pionier Joseph Weizenbaum in Würdigung seiner Verdienste um einen kritischen Blick auf die Informatik gewidmet. Durch den Preis sollen Studierende und Wissenschaftler in der Qualifikationsphase zur fundierten und differenzierten Auseinandersetzung mit Fragen aus dem Gebiet Informatik und Gesellschaft ermutigt, herausragende Leistungen des wissenschaftlichen Nachwuchses gewürdigt und die Aufmerksamkeit der Öffentlichkeit auf das Thema der Arbeiten sowie die besonderen Leistungen der Preisträger gelenkt werden.

### Weizenbaum-Medaille
Das FIfF verleiht außerdem seit 2018 die Weizenbaum-Medaille für ein Lebenswerk in der kritischen Informatik. Mit der Vergabe des Preises soll die Bedeutung der Informatik für die gesellschaftliche Entwicklung betont und auf die langfristige kritische, öffentliche Auseinandersetzung mit den Erkenntnissen und Artefakten der Informatik gedrungen werden.
Erstmals wurde die Weizenbaum-Medaille 2018 im Rahmen der FIfF-Konferenz in Berlin an Wolfgang Coy für seine außerordentlichen Verdienste um das Themengebiet Informatik und Gesellschaft verliehen.

## Arbeitsweise
Das FIfF möchte die Öffentlichkeit vor Entwicklungen auf dem Gebiet der Informatik warnen, die sie für schädlich halten, und möglichen Gefahren eigene Vorstellungen entgegenhalten. Dazu gibt das FIfF regelmäßig Pressemitteilungen heraus. Koordiniert wird die Arbeit vom Vorstand. In wissenschaftlichen Fragen wird es vom Beirat unterstützt.

### Regionalgruppen und regionale Projekte
Darüber hinaus gibt es verschiedene Regionalgruppen, etwa in Aachen, Berlin, Bremen, München, Hamburg und Frankfurt. Beispielsweise betreibt die Regionalgruppe Aachen das Netzwerk zur Überwachung der atmosphärischen Radioaktivität in der Region, das Tihange-Doel Radiation Monitoring Network (TDRM). Es werden dabei oft auch kurzfristige oder langfristige Kooperationen mit anderen in- und ausländischen Initiativen und Organisationen unterhalten.

## Mitglieder
Joseph Weizenbaum, deutsch-US-amerikanischer Computerpionier, Wissenschafts- und Medienkritiker, ist Mitgründer des FIfF und war bis zu seinem Tod im März 2008 Mitglied des Vorstands.
Der Beirat setzt sich aus Wissenschaftlerinnen und Wissenschaftlern verschiedener Fachrichtungen zusammen, unter anderem:
- Wolfgang Coy, Professor für Informatik an der Humboldt-Universität zu Berlin
- Christiane Floyd, Professorin für Informatik an der Universität Hamburg und Gründungsvorsitzende des FIfF
- Herbert Kubicek, Professor für Angewandte Informatik an der Universität Bremen
- Constanze Kurz, promovierte Informatikerin, Sachbuchautorin und eine der Sprecherinnen des Chaos Computer Clubs
- Frieder Nake, Professor für Grafische Datenverarbeitung und interaktive Systeme an der Universität Bremen und Pionier der Computerkunst
- Alexander Roßnagel, Professor für Rechtswissenschaften an der Universität Kassel